# ژونگ من
ژونگ من (چینی: 仲满؛ زادهٔ ۲۸ فوریهٔ ۱۹۸۳) شمشیرباز اهل چین است. از افتخارات وی می‌توان به کسب مدال طلا سابر انفرادی در بازی‌های المپیک تابستانی ۲۰۰۸ اشاره کرد.